# Lisa Aukland
Lisa Aukland (Bay Shore, Nueva York; 16 de septiembre de 1958) es una culturista profesional y levantadora de potencia amateur estadounidense.

## Primeros años y educación
Lisa Aukland nació en el Nueva York en el año 1958. Es la segunda de tres hermanas. Su infancia fue la típica familia militar y sus padres eran muy estrictos. Su padre era oficial de las Fuerzas Aéreas, por lo que su familia viajaba mucho y vivía en bases militares. Su familia se mudaba cada dos años a estados como Nueva York, Georgia, Misisipi, Luisiana y Virginia. Su familia también vivió en Alemania durante parte de su infancia.
Aukland aprendió a hacer amigos rápidamente. Se unió a equipos de las bases militares como el fútbol, el softball y los bolos. Su padre les entrenaba en sus equipos. Su madre fue ama de casa durante la mayor parte de sus años de juventud. Les enseñó a coser, hacer ganchillo, tejer, cocinar, limpiar y cultivar el jardín. Su padre nos enseñó a usar herramientas eléctricas y a arreglar cosas, por ejemplo, a trabajar en los coches. Asistió a la escuela secundaria Kecoughtan y dijo que no era atlética en el instituto.
Aukland asistió a la Universidad de Maryland en Baltimore, para obtener un doctorado en Farmacia, del que se graduó en 1999. Obtuvo una licenciatura en Farmacia, magna cum laude, en la Facultad de Medicina de la Universidad de la Mancomunidad de Virginia y un asociado en ciencias summa cum laude en el Thomas Nelson Community College.

## Carrera como levantadora de pesas

### Amateur
Aukland ha ganado todas las competiciones regionales y estatales en las que ha participado y ha establecido ocho récords mundiales.

### Retirada
Aukland decidió retirarse oficialmente de las competiciones de levantamiento de peso para concentrarse en competir como culturista profesional.

### Legado
Los mejores levantamientos de Aukland en su carrera de levantamiento de potencia fueron 125 kg (275 lb) en banco, 190 kg (410 lb) en peso muerto y 180 kg (400 lb) en sentadilla. Compitió sólo en la división sometida a controles antidopaje, y algunos de esos récords aún se mantienen en Maryland. Ocupó el quinto lugar en la categoría de peso de 67 kg (148 lb) en la lista de las "20 mejores mujeres levantadoras de potencia de Estados Unidos en el año 2000" de la revista Powerlifting USA.

## Carrera en el culturismo

### Amateur
El primer espectáculo de culturismo de Aukland fue el Levrone Classic de Glen Burnie, en Maryland, en 1995, en el que ganó la categoría de peso medio y el título general. Posteriormente, dio el salto al nivel nacional compitiendo en los NPC Jr. Nationals en 1996, donde acabó en cuarto lugar. Comenzó una exitosa carrera en el mayor espectáculo de culturismo a nivel nacional con pruebas de drogas, los Campeonatos del Universo por Equipos de la NPC. Quedó cuarta en 1998, pero volvió a ganar el primer puesto y la victoria general en los tres años siguientes: 1999, 2000 y 2001. Tras competir en el Team Universe y darse cuenta de que estaba cerca de parecerse a algunas de las mujeres que ganaban. Cuando ganó ese programa y luego fue al Campeonato Mundial Amateur de la IFBB y se llevó una medalla de plata, pensó que debía tomarse en serio el culturismo.
Estas victorias llevaron a Aukland a competir en el Campeonato Mundial Amateur de la IFBB representando a la división femenina de peso pesado de Estados Unidos. En 1999 se llevó a casa una medalla de plata de Australia. En los Campeonatos Mundiales de Aficionados de 2000, quedó en sexto lugar en Varsovia (Polonia). Durante este tiempo, trabajaba a tiempo completo y decidió aceptar un trabajo a tiempo parcial como profesora de farmacología paramédica a nivel universitario. El Campeonato Mundial Amateur de la IFBB de 2001 se suspendió para los concursantes estadounidenses debido a una advertencia de viaje internacional en respuesta a los atentados del 11 de septiembre. En septiembre de 2001, ganó los títulos de peso pesado y general en los Campeonatos Norteamericanos de la IFBB en Canadá y obtuvo su tarjeta profesional.

### Profesional
En febrero de 2002, Aukland asistió a su primera competición profesional de la IFBB, la Ms. International. En 2004, asistió a su primera competición de Ms. Olympia. De 2006 a 2009, ganó todos los títulos generales en el Atlantic City Pro. Con la excepción de las ediciones de 2003 y 2006 de la Ms. International, se clasificó entre las seis primeras en todas las competiciones profesionales a las que asistió.

### Retiro
En 2010, Aukland oficialmente se retiró del culturismo.

### Legado
Durante su carrera como aficionada y parte de su carrera profesional en el culturismo, Aukland se describió a sí misma como una "atleta libre de drogas de por vida", y sólo compitió en competiciones sometidas a pruebas de drogas durante su carrera como aficionada. Sin embargo, en una entrevista posterior en su carrera profesional, cuando se le preguntó sobre si había utilizado drogas para mejorar el rendimiento, se negó a responder a la pregunta. En 2006, revivió el premio a la atleta femenina más mejorada del año en la Gala Olympia de 2006.

### Historial competitivo
- 1995 - Levrone Classic - 1º puesto (MW y Overall)
- 1996 - NPC Jr Nationals - 4th (MW)
- 1998 - NPC Team Universe - 4º puesto (HW)
- 1999 - IFBB World Amateur Championship - 2º puesto (HW)
- 1999 - NPC Team Universe - 1º puesto (HW and Overall)
- 2000 - NPC Team Universe - 1º puesto (HW and Overall)
- 2000 - IFBB World Amateur Championship - 6º puesto (HW)
- 2000 - NPC National Championship - 5º puesto (MW)
- 2001 - NPC Team Universe - 1º puesto (HW y Overall)
- 2001 - IFBB North American Bodybuilding Championships - 1º puesto (HW y Overall)
- 2002 - IFBB Ms. International - 6º puesto (HW)
- 2003 - IFBB Ms. International - 8º puesto (HW)
- 2003 - IFBB Night of Champions - 5º puesto (HW)
- 2004 - IFBB Night of Champions - 4º puesto (HW)
- 2004 - IFBB GNC Show of Strength - 3º puesto (HW)
- 2004 - IFBB Ms. Olympia - 6º puesto (HW)
- 2005 - IFBB Ms. International - 4º puesto (HW)
- 2006 - IFBB Ms. International - 8º puesto
- 2006 - IFBB Atlantic City Pro - 1º puesto
- 2006 - IFBB Ms. Olympia - 5º puesto
- 2007 - IFBB Ms. International - 4º puesto
- 2007 - IFBB Atlantic City Pro - 1º puesto (HW y Overall)
- 2007 - IFBB Ms. Olympia - 4º puesto
- 2008 - IFBB Ms. International - 3º puesto
- 2008 - IFBB Atlantic City Pro - 1º puesto
- 2008 - IFBB Ms. Olympia - 4º puesto
- 2009 - IFBB Atlantic City Pro - 1º puesto
- 2009 - IFBB Ms. Olympia - 4º puesto
- 2010 - IFBB Ms. International - 4º puesto[6][7][13]

## Vida personal
Aukland vive actualmente en Baltimore (Maryland). Es de origen noruego-alemán. En 1992, se incorporó al Centro de Envenenamiento de Maryland y se presentó al examen del CSPI en 1993. Desde 1995, está certificada como Especialista en Información Toxicológica (CSPI) y es farmacéutica.

### Aparición en televisión
Aukland, junto con otras cuatro compañeras culturistas, protagonizó un anuncio de tonos de llamada de MTV Virgin Mobile rodado en Nueva York el 8 de agosto de 2006. En 2011, protagonizó un anuncio de Constellation Energy.